# Landgericht Ottobeuren
Das Landgericht Ottobeuren war ein von 1804 bis 1879 bestehendes bayerisches Landgericht älterer Ordnung mit Sitz in Ottobeuren, einer Gemeinde im oberschwäbischen Landkreis Unterallgäu in Bayern. Die Landgerichte waren im Königreich Bayern Gerichts- und Verwaltungsbehörden, die 1862 in administrativer Hinsicht von den Bezirksämtern und 1879 in juristischer Hinsicht von den Amtsgerichten abgelöst wurden.

## Geschichte

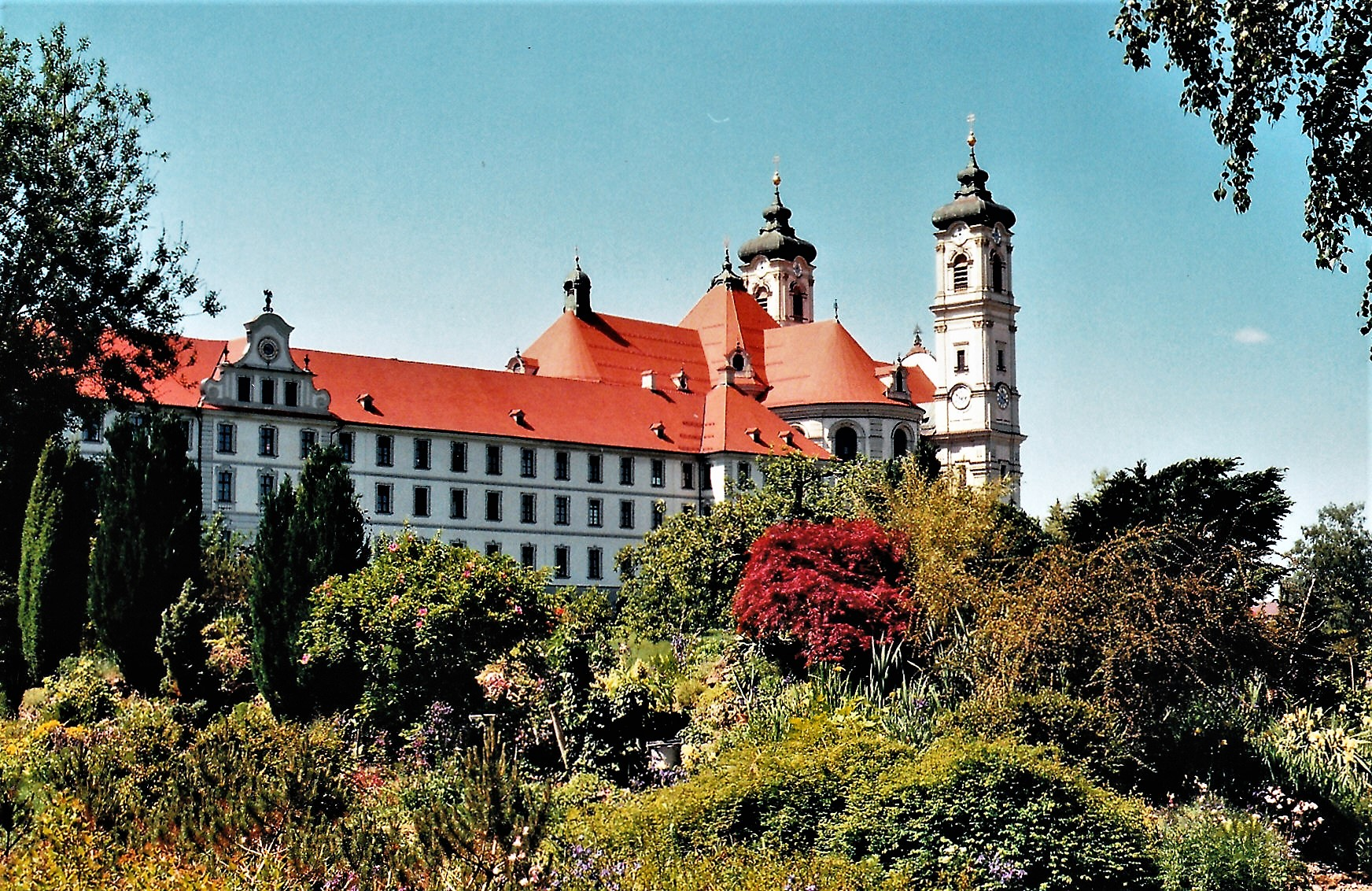
Kloster Ottobeuren, Sitz des Landgerichts

Im Jahr 1804 wurde im Verlauf der Verwaltungsneugliederung Bayerns das Landgericht Ottobeuren errichtet. Dieses kam zunächst zum Lechkreis, ab 1810 zum Illerkreis und ab 1817 zum Oberdonaukreis, der 1838 in Schwaben und Neuburg (später nur noch Schwaben) umbenannt wurde.
Anlässlich der Einführung des Gerichtsverfassungsgesetzes am 1. Oktober 1879 wurde das Amtsgericht Ottobeuren errichtet, dessen Sprengel aus dem ehemaligen Landgerichtsbezirk Ottobeuren gebildet wurde und die Orte Arlesried, Attenhausen, Betzisried, Böhen, Daxberg, Dietratried, Egg an der Günz, Engetried, Erkheim, Frechenrieden, Frickenhausen, Gottenau, Günz, Guggenberg, Haitzen, Hawangen, Holzgünz, Lachen, Lannenberg, Lauben, Niederdorf, Ollarzried, Ottobeuren, Markt Rettenbach, Schlegelsberg, Schwaighausen, Sontheim, Ungerhausen, Westerheim, Wineden und Wolfertschwenden umfasste.